# 16-羟基水甘草碱
16-羟基水甘草碱是一种有机化合物，分子式C21H24N2O3，属于单萜衍生物，存在于長春花（Catharanthus roseus）等植物中，由水甘草碱羟基化而来，可甲基化为16-甲氧基水甘草碱，再转化为文多灵，是长春碱和长春新碱生物合成的前体。